# Corpo do pênis
O corpo do pênis estende-se desde a raiz até as extremidades dos corpos cavernosos do pênis, e nele esses corpos cavernosos estão intimamente ligados um ao outro com um septo dorsalmente fenestrado que se torna um completo antes da crus peniana.
Está rodeado por um modelo bicamada de túnica albugínea em que um ligamento distal reforça a glande e desempenha um papel integral no fibroesqueleto peniano. Essa estrutura indispensável é uma continuação do corpo do pênis humano, diferindo de outros pênis de mamíferos, na medida em que não tem báculo (ou osso erétil) e, em vez disso, depende exclusivamente do ingurgitamento do sangue para atingir seu estado ereto. É um remanescente do báculo evoluído provavelmente devido a mudanças na prática de acasalamento.
Um sulco raso que marca sua junção na superfície superior aloja a veia dorsal profunda do pênis que é flanqueada por um par de veias cavernosas do pênis, enquanto um sulco mais profundo e mais largo entre eles na superfície abaixo contém o corpus spongiosum-corpus cavernosum urethræ. O corpo é asseado pela fáscia que inclui túnica albugínea, fáscia de Buck, derme e pele.

## Imagens adicionais

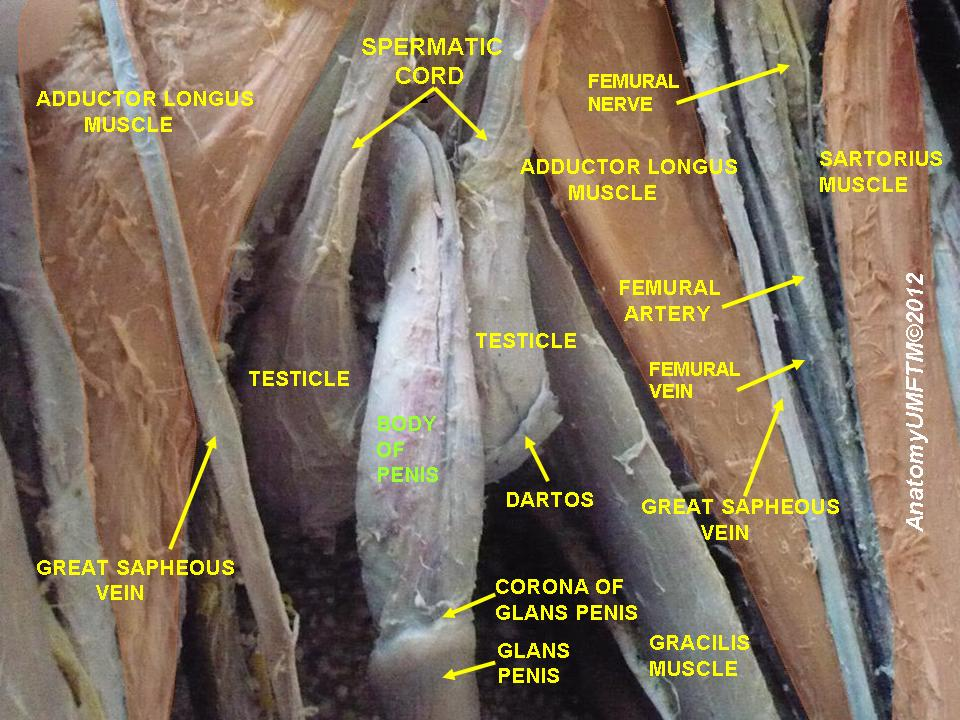
Corpo do pênis
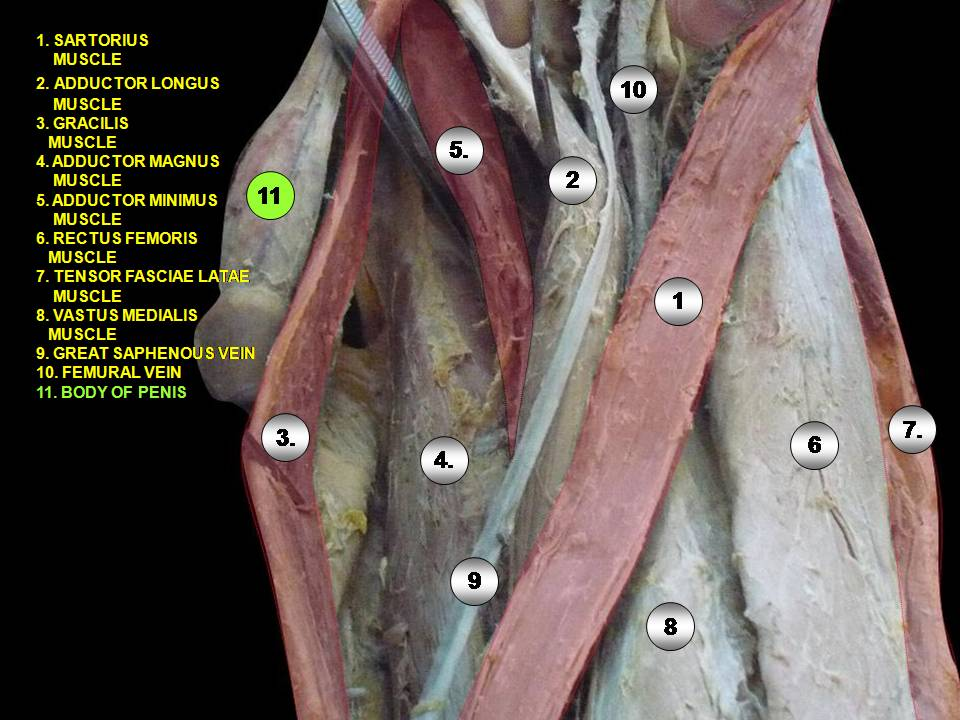
Corpo do pênis